# Zapornia akool
Il rallo bruno (Zapornia akool (Sykes, 1832)) è un uccello della famiglia dei Rallidi originario delle regioni comprese tra l'India e la Cina sud-orientale.

## Tassonomia
Attualmente vengono riconosciute due sottospecie di rallo bruno:
- A. a. akool (Sykes, 1832) (India, Bangladesh e Myanmar occidentale);
- A. a. coccineipes (Slater, 1891) (Cina sud-orientale e Vietnam nord-orientale).

Il nome generico deriva dal greco amauros, «scuro» o «marrone», e ornis, «uccello». Quello specifico, invece, è di origine incerta. Può essere stato preso in prestito dalla mitologia indù o derivare dalla parola singalese kukkula, con la quale vengono indicate sia la gallinella d'acqua che il gallo d'acqua.

## Descrizione
Il rallo bruno è un Rallide di medie dimensioni dalla colorazione piuttosto uniforme. Misura 26–28 cm di lunghezza e il peso varia dai 114 ai 170 g nei maschi e dai 110 ai 140 g nelle femmine. Il piumaggio generale è bruno-oliva scuro, più chiaro sulle copritrici del sottocoda e grigio dalla faccia all'addome. La gola è biancastra. Il becco, breve e tozzo, è verdastro alla base e grigio all'estremità. L'iride è rosso-bruna; le zampe variano dal rosa-brunastro al viola. I sessi sono simili. Nell'aspetto può ricordare gli esemplari giovani di gallinella pettobianco e gallinella d'acqua, ma i primi hanno le copritrici del sottocoda di colore rossiccio e i secondi hanno il piumaggio di un marrone più chiaro, nonché le copritrici del sottocoda bianche e, generalmente, i fianchi striati.

## Distribuzione e habitat
L'areale del rallo bruno si estende dall'India alla Cina. In Asia orientale, la sottospecie A. a. coccineipes si incontra dal Vietnam nord-orientale alla Cina sud-orientale, fino al Jiangsu, nonché sulle isole Matsu, appartenenti a Taiwan.
Vive nei canneti, nelle distese di erbe palustri e nelle risaie, in pianura e nelle regioni collinari.

## Biologia
Il rallo bruno è un uccello dalle abitudini crepuscolari e riservate, e vive da solo o in coppie. Abita le paludi di acqua dolce e i corsi d'acqua circondati da una vegetazione lussureggiante. Predilige i torrenti non troppo larghi, perfino quando le loro acque sono inquinate. Si nutre di invertebrati e semi, dei quali va in cerca sui margini fangosi dei corsi d'acqua; quando si sposta, muove costantemente la coda su e giù.
Generalmente silenzioso, talvolta emette un trillo vibrante che ricorda quello del tuffetto.